# Jevenstedt
Jevenstedt là một đô thị thuộc quận Rendsburg-Eckernförde, bang Schleswig-Holstein.It is situated approx. 8 km south of Rendsburg.